# Lee (New Hampshire)
Lee – miasto w Stanach Zjednoczonych, w stanie New Hampshire, w hrabstwie Strafford.